# Fortifications de Pouancé
Pour les articles homonymes, voir Tour de l'Horloge.
Les fortifications de Pouancé sont un ensemble fortifié médiéval située à Pouancé, en Maine-et-Loire, en France.
Parmi ces fortifications, la Porte angevine en est l'élément le plus symbolique et a été inscrit monument historique en 1929.

## Localisation
Les fortifications sont situées dans le département français de Maine-et-Loire, sur la commune de Pouancé.

## Historique
La Porte angevine est inscrite au titre des monuments historiques en 1929.